# 贝弗伦
贝弗伦（荷蘭語：Beveren，荷蘭語發音：[ˈbeːvərə(n)] ⓘ）是比利时弗拉芒大區东佛兰德省圣尼克拉斯区的一个市镇，北与荷兰接壤，东临安特衛普省，通行荷蘭語，是弗拉芒社群的一部分，面积152.68平方千米，人口50,281人（2023年1月1日）。